# أحيهود
أحيهود (بالعبرية: אֲחִיהוּד) هو موشاف يقع في الجليل الغربي، نحو 9 كلم شرق عكا، شمالي إسرائيل. تأسس في عام 1950 على أراضي قرية البروة المهجرة. أُتخذ قرار تأسيسه بعدما أُكتشفت مصادر المياه المتوفرة في المنطقة، والتي تُتيح إقامة مستوطنات زراعية، حيث تأسس بجوار كيبوتس يسعور. تبلغ مساحة الموشاف 1,800 دونم، ومعظم سكانه من اليهود المهاجرين من اليمن.